# Adolphe Auguste Mille
Pour les articles homonymes, voir Mille.
Adolphe Auguste Mille, né le 9 octobre 1812 à Lille et mort le 20 janvier 1894 à Mrissa en Tunisie,, est un ingénieur français, le constructeur du Dépotoir municipal à Paris, l'apôtre de l'épuration agricole des eaux d'égout (il utilise les eaux d’égouts comme engrais liquide). 
Adolphe Mille sort de l'École polytechnique en 1832, devient responsable du dépotoir de la Villette (mis en service en 1849) ainsi que de la voirie de Bondy dans les années 1850, ingénieur de la ville de Paris, inspecteur général des Ponts et Chaussées. chevalier de la Légion d'honneur le 12 juin 1846, officier en 1876. Retraité en 1877.  
Son disciple Alfred Durand-Claye continuera son œuvre d'assainissement pour la Ville de Paris.  
Il est le père du journaliste et écrivain chantre du colonialisme Pierre Mille. 

## Hommages
- Une rue de Paris porte son nom.

## Principales publications
- Rapport sur le mode d'assainissement des villes en Angleterre et en Écosse (1854)
- Mémoire sur le service des vidanges publiques de la ville de Paris, Annales des ponts et chaussées, 1er sem., pp.129-157. (1854)
- Mémoire sur le mode d'assainissement des villes en Angleterre (1855)
- Étude sur le drainage de Londres et l'utilisation des eaux d'égout en Angleterre (1867)
- Compte rendu des essais d'utilisation et d'épuration (1869, avec Alfred Durand-Claye)
- Assainissement des villes : par l'eau les égouts, les irrigations (1885)